# Alcimos (Troie)
Pour les articles homonymes, voir Alcimos (homonymie).
Dans la mythologie grecque, Alcimos (en grec ancien Αλκιμος / Alkimos) est un fils d'Arès, guerrier myrmidon, écuyer d'Achille lors de la guerre de Troie. Il est le compagnon préféré d'Achille après Patrocle. Avec Automédon, il accueille Priam venu réclamer le corps d'Hector pour ses funérailles. Il transporte pour son roi la rançon donnée en échange de la dépouille - à l'exception d'une tunique et deux manteaux - avant d'écorcher et de parer la brebis du repas que prendront Achille et son hôte, et de dresser la table.

## Source
- Homère, Iliade [détail des éditions] [lire en ligne] (Chant XXIV, 473-475 et 573-575).